# Shafiqur Rahman
Shafiqur Rahman est un homme politique bangladais, médecin et actuel dirigeant du Bangladesh Jamaat-e-Islami. Il a occupé le poste de secrétaire général du Jamaat d'octobre 2016 à novembre 2019. Il a été élu président du Jamaat-e-Islami le 12 novembre 2019. Il était auparavant secrétaire général par intérim du parti. Avant d'être secrétaire général par intérim, il avait été président de la branche de la ville de Sylhet du parti.

## Jeunesse
Shafiqur Rahman est né le 31 octobre 1958 à l'upazila de Kulaura, dans le district de Moulvibazar. Le nom de son père est Abru Mia et sa mère s'appelle Khatibun. Il est le troisième fils de sa famille. Rahman a passé le certificat d'enseignement secondaire de l'école secondaire locale de Baramachal en 1974, puis celui de l'enseignement secondaire supérieur du MC College de Sylhet en 1976. Il a obtenu son diplôme MBBS au Collège médical de Sylhet en 1983.

## Carrière
Rahman a commencé sa vie politique par la Jasad Chhatra League alors qu'il était étudiant et a rejoint la Bangladesh Chhatra League en 1973. Il a rejoint le Bangladesh Islami Chhatra Shibir en 1977. Alors qu'il étudie au Sylhet Osmani Medical College, il devient président de la branche médicale du Chatra Shibir, puis de la branche du district de Sylhet. En 1984, il rejoint le Jamaat-e-Islami. Plus tard, il a occupé le poste d'émir de Sylhet. Après avoir pris ses fonctions au niveau central en tant que secrétaire général adjoint en 2010, et premier secrétaire général par intérim le 19 septembre 2011, il a pris le poste de secrétaire général en 2016 et a occupé ce poste jusqu'en 2019,.

## Vie privée
Rahman s'est marié le 5 janvier 1985 au Dr Ameena Begum qui a été membre du Parlement pour les sièges réservés lors de la huitième élection du Jatiya Sangsad. Le couple a deux filles et un fils.